# 詹姆斯·农纳利
詹姆斯·威廉·农纳利（1990年7月14日—）為美國男子籃球運動員，現效力於中国男子篮球职业联赛浙江广厦。

## 職業生涯
2019年8月22日，中国男子篮球职业联赛（CBA）上海久事簽下农纳利。12月3日，上海久事啟用雷·麦卡勒姆替換农纳利。农纳利共代表上海久事出賽12場，場均攻下22.3分、5.5籃板、3.3助攻、1.2抄截。2020年1月3日，土耳其籃球超級聯賽費內巴切與农纳利簽約至賽季結束。
2021年6月27日，特拉維夫馬卡比與农纳利簽下1+1年合約。2022年7月13日，贝尔格莱德游击队與农纳利簽約。2023年7月15日，农纳利與贝尔格莱德游击队完成續約。2024年8月21日，农纳利與贝尔格莱德游击队分道揚鑣。
2025年1月17日，CBA浙江广厦簽下农纳利。1月23日，浙江广厦註冊农纳利，取消註冊博班·馬揚諾維奇。3月8日，浙江广厦取消註冊农纳利，註冊博班·馬揚諾維奇。3月10日，浙江广厦註冊农纳利，取消註冊博班·馬揚諾維奇。

## 外部連結
- 詹姆斯·农纳利在fiba.basketball（英语）
- 詹姆斯·农纳利在NBA（英语）
- 詹姆斯·农纳利在NBA G聯盟（英语）
- 詹姆斯·农纳利在歐洲籃球聯賽（英语）
- 詹姆斯·农纳利在西班牙篮球甲级联赛（球員）（西班牙语）
- 詹姆斯·农纳利在土耳其籃球超級聯賽（英语）
- 詹姆斯·农纳利在義大利籃球聯賽（意大利语）
- 詹姆斯·农纳利在亞得里亞海聯賽（英语）
- 詹姆斯·农纳利在中国男子篮球职业联赛
- 詹姆斯·农纳利在Basketball-Reference.com（NBA）（英语）
- 詹姆斯·农纳利在Basketball-Reference.com（NBA G聯盟）（英语）
- 詹姆斯·农纳利在Basketball-Reference.com（國際）（英语）
- 詹姆斯·农纳利在Sports-Reference.com（NCAA）（英语）
- 詹姆斯·农纳利在ESPN（NBA）（英语）
- 詹姆斯·农纳利在Eurobasket.com（球員）（英语）
- 詹姆斯·农纳利在Proballers（英语）
- 詹姆斯·农纳利在RealGM（英语）
- 詹姆斯·农纳利在中国篮球数据库
- 詹姆斯·农纳利在中国篮球数据库